# سيستم شوك (لعبة فيديو 2023)
سيستم شوك (بالإنجليزية: System Shock)‏ هي لعبة أكشن-مغامرات قادمة وهي استحداث للعبة سيستم شوك التي صدرت في 1994. صدرت اللعبة على أجهزة مايكروسوفت ويندوز، ماك أو إس، لينكس، بلاي ستيشن 4 وإكس بوكس ون في 30 مايو 2023.